# 1007
1007（千七、せんなな）は自然数、また整数において、1006の次で1008の前の数である。

## 性質
- 1007 は合成数であり、約数は 1, 19, 53, 1007 である。
  - 約数の和は1080。
- 302番目の半素数である。1つ前は1006、次は1011。
- 1～35までの約数の和の総和である。1つ前は959、次は1098。
- 各位の和が8になる46番目の数である。1つ前は800、次は1016。
- 1007 = 33 + 53 + 73 + 83
  - 4つの正の数の立方数の和で表せる287番目の数である。1つ前は1006、次は1008。(オンライン整数列大辞典の数列 A003327)
  - 異なる正の数の4つの立方数の和1通りで表せる77番目の数である。1つ前は988、次は1010。(オンライン整数列大辞典の数列 A025408)
- π(8000) = 1007 (ただしπ(x)は素数計数関数)
  - 8000までの素数は1007個ある。1つ前の7000までは900、次の9000までは1117。(オンライン整数列大辞典の数列 A038812)

## その他 1007 に関連すること
- プジョー・1007はプジョーの小型車。